# Lopheros imanensis
Lopheros imanensis là một loài bọ cánh cứng trong họ Lycidae. Loài này được Medvedev miêu tả khoa học năm 1970.